# Biancaea
Biancaea, biljni rod iz porodice mahunarki sa 7 vrsta iz tropskih dijelova Azije.

## Vrste
1. Biancaea decapetala (Roth) O.Deg.
2. Biancaea godefroyana (Kuntze) Molinari & Mayta
3. Biancaea millettii (Hook. & Arn.) Gagnon & G.P.Lewis
4. Biancaea oppositifolia (Hattink) Molinari & Mayta
5. Biancaea parviflora (Prain) Mayta & Molinari
6. Biancaea sappan (L.) Tod.
7. Biancaea scabrida L.M.Choo

## Sinonimi
- Campecia Adans.; Fam. 2: 567 (1763), nom. illeg.